# جامع أحمد بن علوان
جامع أحمد بن علوان يقع في مديرية يفرس جبل حبشي بالجنوب الغربي لمدينة تعز ويكتسب هذا الجامع اهميته التاريخية والدينية من كونه ينسب لمؤسسه شيخ وصوفي اليمن الثائر أحمد بن علوان مؤسس الصوفيه كما يحتضن هذا الجامع ضريح الشيخ أحمد بن علوان ويعتبر مزاراً مهماً يؤمه الناس.

## تعريف بصاحب الجامع
هو أحمد بن علوان بن عطّاف كان والده كاتباً لصلاح الدين الأيوبي عاش في القرن (7هـ - 13م) وتوفي (665 هـ - 1267 م) لم يعرف مكان ولادته، وتوفي في بلدة يفرس، من بوادي محافظة تعز. وهو فقيه، متصوف، شاعر. نشأ في قرية (ذي الجَنان) في جبل (ذخر)، المعروف الآن بجبل حبشي.
والده علوان بن عطاف، أحد الكتاب المشهورين في اليمن في نهاية القرن السادس وبداية القرن السابع الهجريين، أصله من بلد (خاو) وهي قرية شرق مدينة يريم محافظة إب حالياً.
وعمل كاتباً للإنشاء لدى الملك المسعود بن الكامل الأيوبي، وكان يسكن خلال عمله مع الملك المسعود منطقة المعافر في موضع من نواحي جبل حبشي يعرف (بذي الجنان). حكي أنه صحب الملك المسعود في إحدى الحملات العسكرية إلى شمال اليمن في سنة 617 هـ، وكان علوان حينئذ متواجدا تحت جبل، فوقع عليه كسف أدى إلى وفاته. يذكر أن حكم الملك المسعود قد استمر في اليمن مابين 612هـ، 626هـ. كما قيل أن أبوه كان كاتبًا لدى الملك صلاح الدين بن الكامل الأيوبي، فعاش في ترفٍ كما كان عليه أولاد الكتاب.

## وصف الجامع
والجامع هو عبارة عن بناء مربع الشكل طول ضلعه 8.30 مترا يفتح في جداره مدخل عرضه 2.70 مترا وارتفاعه 3 امتار عليه عقد نصف دائري له قبتان كبيرتان وتجاورهما 4 قباب من الجهة الشرقية ومثلها من الجهة الغربية منها صماء واخرى ركنية واحدة تسمى قبة السلام والاخرى توجد فوق الضريح والقباب لاتخرج عن مثيلاتها في الجوامع التي بناها الرسوليون ويفتح مدخل الضريح على قاعة مربعة الشكل
وله 4 ابواب رئيسية ومنها باب السلام – الباب الشرقي – الباب العدني الذي عليه المدرج من اسفل القرية وقد تعرضت القباب للتشقق وخاصة الكبيرة منها والاربع التي في الجهة الشرقية وتم اصلاحها بالجص ولكن اثار التشقق مازالت باقية
وله منارتان احداهما قديمة كانت تستخدم مئذنة وطولها يتراوح بين 6-7 مترات وله منارة أخرى كبيرة مركبة على شكل حرف واو مصنوعة من الياجور وتحتوي على 3 احواج والرابع الذي فيه هلال المنارة وكذلك القباب التي توجد فوق الحمام البخاري وتظهر عليها فتحات كبيرة نتيجة الإهمال وعدم الترميم وقد توقف استخدام هذا الحمام قبل 30 عاما
ويوجد في باحة الجامع 3 برك كبيرة وتسمى بركة الاسطى وهي تتوسط بين بركة القناديل، وهذه صغيرة والبركة الكبرى والتي وجد فيها المساتر وعددها 12 وهي عبارة عن حجرة كبيرة تم نحتها من تحت وهي في هيئتها تدل دلالة عميقة على عبقرية الإنسان اليمني على مر العصور ومدى مهارته واجادته للفن المعماري
وتتم تغذية الجامع من حوض مائي يتواجد على بعد 1.5 كيلو متر إلى الغرب ويتم ايصال المياه عبر ساقية تخترق جبلين تسمى (الهدارة)

## تاريخ الجامع
لقد كانت يفرس وهي الآن مركز لمديرية جبل حبشي منذ العصور القديمة فقد وطأت أقدام الملوك والسلاطين هذه المدينة وكان لها بصمات وآثار كبيرة في بناء جامع الشيخ أحمد بن علوان والذي يعد من أهم المعالم السياحية بالمديرية.
والذي أمر ببنائه وتكوينه بعدة مراحل أبرزها عام 921هـ تقريباً وفي عهد الملك عامر بن عبد الوهاب الذي أمر ببناء الجامع الخاص بالصلاة في جوار الضريح والذي تعلوه قبة كبيرة وثمن قبب صغيرة.
وأمر أيضاً ببناء قبة على ضريح الشيخ أحمد بن علوان مستقلة عن الجامع وباب خاص بالقبة بالإضافة إلى بناء الصرحة الصغيرة المجاورة لضريح الشيخ وكما «حكاه الموزعي»
وفي عهد الدولة العثمانية وعند دخول الأتراك إلى اليمن كان الأتراك يعظمون الشيخ أحمد بن علوان حتى أن الحاكم العثماني كان إذا تم تعيينه على اليمن كان يعتبر مروره على يفرس وزيارته لضريح الشيخ أحمد بن علوان أمراً لابد منه قبل أن يتسلم مقاليد الأمور في البلاد، وكذا كان يفعل حين يتم استبداله بحاكم آخر فقبل أن يغادر البلاد كان عليه الاتجاه إلى يفرس في طريق عودته إلى مقره الجديد وقد انعكس هذا الحب والاهتمام إلى بناء الجامع وأولهم الوزير الأعظم مراد باشا الذي عيّن والياً عام 983هـ حيث كانت الصرحة الكبيرة حالياً المحيطة بالتربة الشهيرة قبل العمارة شعاباً هابطاً ولم يكن هناك من العمارات قبل ذلك إلا الجامع والقبة التي فيها ضريح الشيخ أحمد بن علوان في أكمة أو ربوة مرتفعة لمن زار وتبّرك.
فأمر الوزير مراد باشا بتسوية هذه الشعب مع البناء السابق وجعل الصرحة على جسيمة ومرتفعه والمسمى حالياً “الريشة” أي الممر الممتد في الجهة القبلية إلى الجهة العدنية وأمر بنحت البرك المعدة لتجميع المياه ثم أمر ببناء المنارة المشهورة والمكونة من تسعة وتسعين درجة وكل درجة منحوتة من حجر واحد على شكل حرف واو ومن هنا وسع الجامع المبارك وصارت عمارته مشهورة مباركة مأثورة.
وقد حدث في عهد الوزير حاجي محمد باشا الذي عين والياً على اليمن في تاريخ 1025هـ حيث أمر ببناء الغرفة الممتدة من المنارة إلى محاذات المحراب من الجهة الشرقية والمسمى حالياً “الحزر” وأمر أيضاً بتقوية الجدران الخارجية بأبنية محكمة وأمر أيضاً بعمارة جملون خزان تجمع فيه المياه ثم ينزل منه في أنابيب نحاس لأجل الوضوء وأمر ببناء الحمام البخاري وكذا الغرف المسميات حالياً المقاصير الخاصة بالمهاجرين والزائرين.
ثم لم يضف فيها أي شيء وكانت في عهد الإمام أرضية الجامع الداخلية مكان السجود حيث أنها كانت متعرجة وكان ذلك في نهاية حكمه.
وليس كما تناقل البعض أن الإمام أمر بإخراج ضريح الشيخ أحمد بن علوان وقبره في مكان آخر فهذه قصص ومسميات لا أثر لها في التاريخ ولا في الواقع وبهذه المراحل سطر التاريخ جامع الشيخ أحمد بن علوان كأحد المعالم الأثرية والدينية والسياحية وأصبحت أرجاؤه وشهرته من الداخل والخارج.
ومنذ ذلك الحين وحتى هذا الزمان لم يشهد الجامع أي اهتمام أو ترميم حيث أن معظم الأماكن في الجامع قد تعرضت للخرابب والحمام البخاري تهدمت قبابه وكذلك سطح الغرف التابعة للحمام وكذا المنارة التي أظهرت تشققات من الخارج والداخل.
بالإضافة إلى تسرب المياه إلى الجدران الخارجية للجامع وتساقط الأتربة المحيطة بالجامع من الجهة الغربية مع العلم أن جامع الشيخ أحمد بن علوان يعد من أهم المعالم السياحية التي يتهافت إليها السياح من جميع أنحاء العالم وعلى مدار السنة إلا أنه ماظهر مؤخراً على الجامع من تشققات وتقصير جعل كثيرين من السياح في اليمن يبدون تذمرهم من الوضع الذي آل إليه هذا الجامع الأثري.

## صاحب الضريح
والشيخ أحمد بن علوان هو إمام الصوفية وفيلسوفهم في العصر الرسولي، نشأ في أحضان الرئاسة والعلم، وكان والده في خدمة السلطان ومن كتابه، وكاد الشيخ أن ينتهج طريق والده في خدمة السلطان، الإ انه تحول إلى طريق التصوف تحت تأثير خارق، ولزم الخلود والعبادة، واشتهر بحن الوعظ، فقد كان يسلك في وعظه طريقة ابن الجوزي حتى لقب بجوزي اليمن، وله رسائل كثيرة ومؤلفات جمعت في مجلدات منها كتاب (الفتوح المصونة والأسرار المخزونة)، فضلاً عن ديوانه الشعري الذي جاء أغلبه في التصوف، وبعد أن توفي صار لضريحه مكانة مقدسة وتقام زيارة سنوية له في منتصف شهر ربيع الأول من كل عام، سمتها المصادر التاريخية باسم (يوم الجمع المبارك). ويعد هذا الضريح من الآثار الإسلامية المتميزة في طرازها المعماري والزخرفي، فقد شيد الجامع وقبة الضريح على ربوة مرتفعة من الأرض، ويصعد إليه من الجهة الغربية بواسطة درج من السلالم الحجرية ويمكن الدخول إليه عبر ثلاثة مداخل، واتبع في تخطيط المبنى نظام تخطيط المدارس في العصر الرسولي، فبيت الصلاة عبارة عن مستطيل أبعاده (24x15م) ويغطيه قبة كبيرة وعلى جانبيها أربع قباب صغيرة كروية الشكل محمولة على عقود كبيرة ذات أربعة مراكز، ويتوسط جدار القبلة محراب يقام على يمنيه منبر خشبي يرجع تاريخه إلى العصر الطاهري، بناءً على النصوص التاريخية التي دونت عليه، فضلاً عن زخارف هندسية ونباتية تتبع نفس الأسلوب الزخرفي في الذي ساد في الفترة الطاهرية.http://www.yemen-nic.net/tourism_site/locations/pest/detail.php?ID=24346

## وصلات خارجية
- صحيفة الجمهورية الرسمية
- http://www.yemen-nic.net/tourism_site/locations/pest/detail.php?ID=24346 ضريح صاحب أشهر الطرق الصوفية – أحمد بن علوان في يفرس
- http://www.ahewar.org/debat/show.art.asp?aid=239734 القطب الصوفي الشيح أحمد بن علوان
- http://ar.wikipedia.org/wiki/%D8%A7%D9%84%D9%8A%D9%85%D9%86_%D9%81%D9%8A_%D8%B8%D9%84_%D8%A7%D9%84%D8%A7%D8%B3%D9%84%D8%A7%D9%85 اليمن في ظل الإسلام